# Fédération allemande de rugby à XV
La Fédération allemande de rugby à XV (Deutscher Rugby-Verband ou DRV) a la charge d'organiser et de développer le rugby à XV en Allemagne. Elle regroupe les fédérations régionales, les clubs, les associations, les sportifs, les entraîneurs, les arbitres, pour contribuer à la pratique et au développement du rugby à XV dans toutes les régions fédérales allemandes. 
Elle est membre de plusieurs organisations sportives: 
- membre de l'International Rugby Board (IRB) depuis 1999
- membre fondateur (1934) de la Fédération Internationale de Rugby Amateur (F.I.R.A.)
- membre de la FIRA - Association Européenne de Rugby

La Fédération allemande de rugby à XV créée le 4 novembre 1900 (un des membres fondateurs de la FIRA en 1934) est la plus vieille fédération européenne continentale. Après la seconde Guerre mondiale, la DRV est restaurée le 14 mai 1950.

## Équipe nationale
L'équipe nationale allemande a réussi à monter en 2008 en 1re division du Championnat européen des nations, où elle est assurée de rester au moins deux ans. Elle y rencontrera donc des équipes de bon niveau, dont certaines s'étaient qualifiés pour la précédente Coupe du Monde. Ses adversaires seront : l'Espagne, la Géorgie, la Russie, le Portugal et la Roumanie. Voir l'article dédié Championnat européen des nations de rugby à XV 2008-2010

## Championnat national
La D.R.V. compte environ:
- 11 640 licenciés (en 2021)[1],
- plus de 100 clubs,
- 12 ligues fédérales.

## Présidents
| - Ferdinand Wilhelm Fricke (1900-1901) - Edward Hill Ullrich (1902-1903) - Ferdinand Wilhelm Fricke (1904-1905) - Edward Hill Ullrich (1906-1907) - Hermann Behlert (1908-1909) - Robert Müller (1909-1913) - Ottomar von Reden-Pattensen (1913-1920) - Albert Wolters (1920-1923) - Paul Simon (1923-1924) - Theodor Freud (1924-1925) - Fritz Müller (1925-1927) - Ottomar von Reden-Pattensen (1927-1931) - Hermann Meister (1931-1947) | - Paul Schrader (1947-1949) - Willi Abel (1949-1951) - Fritz Bösche (1951-1956) - Heinz Reinhold (1956-1974) - Hans Baumgärtner (1974-1985) - Willi Eckert (1985-1991) - Theodor Frucht (1991-1996) - Ian R. Rawcliffe (1996-2004) - Bernd Leifheit (2004-2005) - Claus-Peter Bach (2005-2011) - Ralph Götz (2011-2013) - Ian R. Rawcliffe (2013-2015) - Klaus Blank (2015- ) |